# 崎離営戦闘
崎離営戦闘（きりえいせんとう）は、246年から247年の間に勃発したとみられる三韓の臣智たちが帯方郡の崎離営を攻撃した事件である。

## 概要
魏の部従事の呉林が楽浪郡はもともと三韓を統轄していたという理由で、辰韓8国を分割して、楽浪郡に編入しようとしたところ、そのことを三韓の臣智たちに通訳していた官吏が誤訳して説明したため、三韓の臣智たちが激高して崎離営を攻撃した。帯方太守の弓遵と楽浪太守の劉茂が軍隊を率いて暴動を鎮圧したが、弓遵は戦死した。
帯方太守の弓遵は崎離営戦闘で死亡したとみられるが、『魏志』倭人条には、正始八年（247年）王頎が帯方太守として赴任したことが記されているため、崎離営戦闘は246年から247年の間に勃発したと推定される。
正始五年（244年）、魏の武将・毌丘倹と高句麗東川王との間で戦争がはじまり、正始六年（245年）高句麗が首都を放棄し、魏の威勢が絶頂に達しており、崎離営戦闘は、魏の出先機関である漢四郡が辰韓を直接支配する過程で発生したとみられる。